# Nancy Garapick
Nancy Ellen Garapick (* 24. September 1961 in Halifax, Nova Scotia) ist eine ehemalige kanadische Schwimmerin. Sie gewann bei den Olympischen Spielen 1976 zwei Bronzemedaillen. Bei Schwimmweltmeisterschaften erhielt sie eine Silbermedaille und zwei Bronzemedaillen und bei den Panamerikanischen Spielen 1979 erkämpfte sie zwei Silber- und drei Bronzemedaillen.

## Karriere
Nancy Garapick begann im Alter von sieben Jahren mit dem Schwimmsport. Im Alter von 13 Jahren stellte sie am 27. April 1975 in 2:16,33 Minuten einen Weltrekord im 200-Meter-Rückenschwimmen auf, der sechs Wochen später von Birgit Treiber aus der DDR unterboten wurde. Nancy Garapick gewann 1975 bei den kanadischen Meisterschaften den Titel auf beiden Rückenstrecken. Bei den Schwimmweltmeisterschaften 1975 in Cali gewann sie die Silbermedaille über 200 Meter Rücken hinter Birgit Treiber und vor Ulrike Richter. Über 100 Meter Rücken erschwamm sie die Bronzemedaille hinter den beiden Schwimmerinnen aus der DDR, Richter siegte vor Treiber. Die kanadische 4-mal-100-Meter-Lagenstaffel mit Garapick, Joann Baker, Wendy Quirk und Jill Quirk belegte den vierten Platz hinter den Staffeln aus der DDR, den Vereinigten Staaten und aus den Niederlanden.
1976 bei den Olympischen Spielen in Montreal siegte über 100 Meter Rücken Ulrike Richter vor Birgit Treiber, auf den Plätzen drei bis fünf kamen mit Nancy Garapick, Wendy Hogg und Cheryl Gibson drei Kanadierinnen ins Ziel. Einige Tage später siegte auch auf der 200-Meter-Rückenstrecke Richter vor Treiber und Garapick, nachdem Garapick wie auf der kürzeren Strecke die schnellste Vorlaufzeit geschwommen war.
Zwei Jahre später bei den Schwimmweltmeisterschaften 1978 in West-Berlin belegte Nancy Garapick über 200 Meter Freistil und über 200 Meter Lagen jeweils den siebten Platz. Die kanadische Lagenstaffel mit Gail Amundrud, Nancy Garapick, Susan Sloan und Wendy Quirk gewann die Bronzemedaille hinter den Staffeln aus den USA und aus der DDR. Im gleichen Jahr trat Garapick auch bei den Commonwealth Games 1978 an und belegte den sechsten Platz über 200 Meter Freistil und den fünften Platz über 200 Meter Lagen.
1979 fanden die Panamerikanischen Spiele in San Juan statt. Die kanadische Lagenstaffel mit Cheryl Gibson, Anne Gagnon, Nancy Garapick und Gail Amundrud gewann die Silbermedaille hinter der Staffel aus den Vereinigten Staaten. Ebenfalls Silber gewann Garapick über 200 Meter Lagen hinter Tracy Caulkins aus den Vereinigten Staaten. Caulkins siegte auch über 400 Meter Lagen, Anne Tweedy aus den Vereinigten Staaten gewann Silber vor Nancy Garapick. Zwei weitere Bronzemedaillen gewann Garapick in den beiden Schmetterlingsdisziplinen, jeweils hinter zwei Schwimmerinnen aus den USA. Über 100 Meter siegte Jill Sterkel vor Linda Buese, über 200 Meter gewann Mary T. Meagher vor Karinne Miller. Die Teilnahme an den Olympischen Spielen 1980 verpasste Garapick wegen des Olympiaboykotts. Garapick besuchte ab 1980 die University of Southern California und trat bis 1983 für deren Schwimmteam an.
Später arbeitete Garapick als Lehrerin im Yukon. Nancy Garapick ist seit 1993 Mitglied der Canadian Olympic Hall of Fame und seit 2008 Mitglied der Hall of Fame des kanadischen Sports.